# Carex potosina
Carex potosina là một loài thực vật có hoa trong họ Cói. Loài này được Hemsl. mô tả khoa học đầu tiên năm 1885.